# Copa Catalunya de futbol masculina 2014-2015
La Copa Catalunya 2014-2015 fou la 26a edició de la Copa Catalunya de futbol, una competició a eliminatòries úniques al camp de l'equip de menor categoria i organitzada per la Federació Catalana. Participaren els campions de Grup de la Primera Catalana i els equips de Tercera Divisió, Segona Divisió B i Segona Divisió estatals. La competició començà el dia 1 d'agost de 2014 i acabà el 25 de març de 2015 amb la final, a l'Estadi Nou Sardenya de Barcelona entre el CE Europa i el Girona FC, amb el resultat de 2 gols a 1 a favor del CE Europa.

## Primera eliminatòria
El sorteig de la primera eliminatòria es va fer el 4 de juliol de 2014.

Exempt: UE Llagostera
| 1 agost 2014 | Martinenc                 | 2–0 | Muntanyesa | Horta-Guinardó                  |  |
|              | Velillas 49' · Juanlu 65' |     |            | Mpal Guinardó · Rubén Mancera · |  |

| 2 agost 2014 | Rubí               | 1–1             | Prat      | Rubí |  |
|              | Carlos Esteban 69' |                 | Nacho 11' |      |  |
|              |                    | Tanda de penals |           |      |  |
|              |                    | 4–5             |           |      |  |

| 2 agost 2014 | UE Cornellà    | 1–1             | Cerdanyola del Vallès | Cornellà |  |
|              | Joel Marin 86' |                 | Dani Romero 28'       |          |  |
|              |                | Tanda de penals |                       |          |  |
|              |                | 2–3             |                       |          |  |

| 3 agost 2014 | FC Ascó                    | 2–1 | Lleida Esportiu | Ascó |  |
|              | José Ramon 11' · Munta 57' |     | Rubén Arola 2'  |      |  |

| 3 agost 2014 | FC Vilafranca | 0–0             | Reus Deportiu | Vilafranca |  |
|              |               |                 |               |            |  |
|              |               | Tanda de penals |               |            |  |
|              |               | 3–4             |               |            |  |

| 3 agost 2014 | Castelldefels | 0–0             | Gimnàstic de Tarragona | Castelldefels |  |
|              |               |                 |                        |               |  |
|              |               | Tanda de penals |                        |               |  |
|              |               | 4–2             |                        |               |  |

| 3 agost 2014 | CE Europa   | 1–0 | RCD Espanyol B | Barcelona      |  |
|              | Ignacio 61' |     |                | Nou Sardenya · |  |

| 3 agost 2014 | CF Gavà                                                           | 5–0 | Terrassa FC | Gavà |  |
|              | Xavi Civil 1', 28' · Adrià Grau 3' · Fran Orellana 19' · Vivó 41' |     |             |      |  |

| 3 agost 2014 | Santfeliuenc | 0–0             | L'Hospitalet | Sant Feliu de Llobregat |  |
|              |              |                 |              |                         |  |
|              |              | Tanda de penals |              |                         |  |
|              |              | 2–4             |              |                         |  |

| 3 agost 2014 | Masnou | 3–3             | CF Badalona | El Masnou |  |
|              |        |                 |             |           |  |
|              |        | Tanda de penals |             |           |  |
|              |        | 2–4             |             |           |  |

| 3 agost 2014 | Vilassar de Mar | 1–1             | Palamós CF | Vilassar de Mar |  |
|              |                 |                 |            |                 |  |
|              |                 | Tanda de penals |            |                 |  |
|              |                 | 6–5             |            |                 |  |

| 3 agost 2014 | Manlleu | 2–3 | UE Olot | Manlleu |  |
|              |         |     |         |         |  |

| 3 agost 2014 | Peralada | 0–2 | UE Figueres | Peralada |  |
|              |          |     |             |          |  |

| 4 agost 2014 | Santboià | 2–1 | UE Sant Andreu | Sant Boi de Llobregat |  |
|              |          |     |                |                       |  |

## Segona eliminatòria
Exempt: Cerdanyola del Vallès FC
| 9 agost 2014 | FC Ascó | 2–1 | Reus Deportiu | Ascó              |  |
| 19:00        |         |     |               | Annex Municipal · |  |

| 10 agost 2014 | Santboià | 0–0             | Prat | Sant Boi de Llobregat |  |
| 19:00         |          |                 |      | Joan Baptista Milà ·  |  |
|               |          | Tanda de penals |      |                       |  |
|               |          | 1–4             |      |                       |  |

| 10 agost 2014 | CE Europa | 2–2             | Castelldefels | Santa Coloma de Gramenet |  |
| 19:00         |           |                 |               | Nou Municipal ·          |  |
|               |           | Tanda de penals |               |                          |  |
|               |           | 3–1             |               |                          |  |

| 10 agost 2014 | Vilassar de Mar | 1–2 | UE Olot | Vilassar de Mar |  |
| 19:00         |                 |     |         | Xevi Ramon ·    |  |

| 10 agost 2014 | CF Gavà | 1–1             | L'Hospitalet | Gavà        |  |
| 19:30         |         |                 |              | La Bòbila · |  |
|               |         | Tanda de penals |              |             |  |
|               |         | 3–1             |              |             |  |

| 10 agost 2014 | Martinenc | 1–1             | CF Badalona | Horta-Guinardó       |  |
| 20:00         |           |                 |             | Municipal Guinardó · |  |
|               |           | Tanda de penals |             |                      |  |
|               |           | 1–3             |             |                      |  |

| 10 agost 2014 | UE Figueres | 1–1             | UE Llagostera | Figueres                 |  |
| 20:00         |             |                 |               | Municipal de Vilatenim · |  |
|               |             | Tanda de penals |               |                          |  |
|               |             | 4–2             |               |                          |  |

## Tercera eliminatòria
| 17 agost 2014 | CE Europa | 1–1             | FC Ascó | Santa Coloma de Gramenet |  |
| 19:00         |           |                 |         | Nou Municipal ·          |  |
|               |           | Tanda de penals |         |                          |  |
|               |           | 4–3             |         |                          |  |

| 17 agost 2014 | CF Gavà | 2–0 | Prat | Gavà        |  |
|               |         |     |      | La Bòbila · |  |

| 17 agost 2014 | CF Badalona | 0–0             | UE Olot | Badalona   |  |
|               |             |                 |         | Pomar CD · |  |
|               |             | Tanda de penals |         |            |  |
|               |             | 5–4             |         |            |  |

| 17 agost 2014 | UE Figueres | 0–0             | Cerdanyola del Vallès | Figueres                 |  |
|               |             |                 |                       | Municipal de Vilatenim · |  |
|               |             | Tanda de penals |                       |                          |  |
|               |             | 4–5             |                       |                          |  |

## Quarts de final
Exempt: CF Gavà
| 12 novembre 2014 | CE Europa                                                | 3–0 | Barcelona B | Barcelona                                            |  |
|                  | Javi Sánchez 4' · Alejandro Poves 61' · Ramón Rovira 92' |     |             | Nou Sardenya · 1,275 espectadors · Albelda Bárcena · |  |

| 12 novembre 2014 | Cerdanyola del Vallès | 1–1             | CE Sabadell | Cerdanyola del Vallès |  |
|                  |                       |                 |             |                       |  |
|                  |                       | Tanda de penals |             |                       |  |
|                  |                       | 3–4             |             |                       |  |

| 12 novembre 2014 | CF Badalona | 1–1             | Girona FC | Badalona   |  |
|                  |             |                 |           | Pomar CD · |  |
|                  |             | Tanda de penals |           |            |  |
|                  |             | 2–4             |           |            |  |

## Semifinals
El sorteig de les semifinals es va fer el 2 de desembre de 2014.
| 4 febrer 2015 | CE Europa | 3–0 | CE Sabadell | Barcelona      |  |
|               |           |     |             | Nou Sardenya · |  |

| 4 febrer 2015 | CF Gavà | 0–1 | Girona FC | Gavà               |  |
|               |         |     |           | Estadi La Bòbila · |  |

## Final
| 25 març 2015 | CE Europa               | 2–1    | Girona FC             | Barcelona                                             |  |
|              | Alberto 15' · Poves 64' | Report | 73' Christian Alfonso | Nou Sardenya · 3,140 espectadors · Sánchez Aparicio · |  |